# قزحل
قزحل (به عربی: قزحل) یک منطقهٔ مسکونی در سوریه است که در حمص واقع شده‌است.

## خصوصیات
قزحل ۲٬۲۷۱ نفر جمعیت دارد.